# روکیتا
روکیتا (به چکی: Rokytá) یک منطقهٔ مسکونی در جمهوری چک است که در ناحیه ملادا بولسلاو واقع شده‌است.